# Frie Evangeliske Forsamlinger

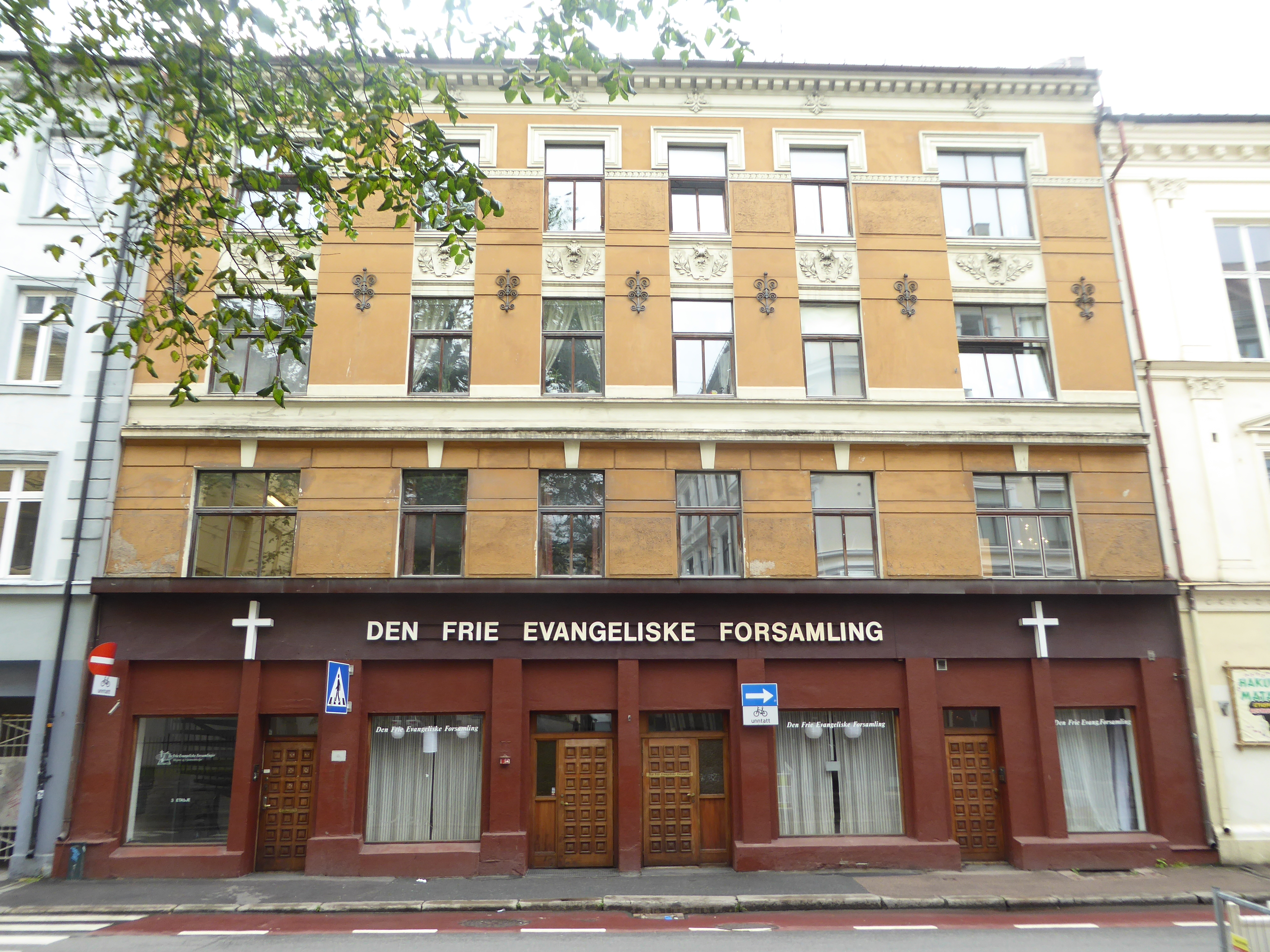
De Frie Evangeliske Forsamlinger in Oslo (2019)

De Frie Evangeliske Forsamlinger (DFEF) (dt.: „Die Freien Evangelischen Versammlungen“, engl. Free Evangelical Fellowship; früher: De frie venner – Die Freien Freunde) ist eine norwegische Freikirche mit 67 Gemeinden und Kontaktadressen in Norwegen. Die Gemeinden sind rechtlich selbstständig. Man schätzt, dass die Gemeinden etwa 8.000 bis 10.000 Mitglieder haben.
Die Gemeinden befinden sich hauptsächlich im Süden und Westen des Landes. Eine der größten Gemeinden ist Betania Kristiansand.

## Geschichte
Die Bewegung entstand in den 1880ern, wurde jedoch erst nach 1900 eine organisierte Kirche unter der Leitung von Prediger Erik Andersen Nordquelle (1858–1938). Das „Hjemme- og misjonsutvalget“ (Heimat- und Missionskomitee) ist ein vereinigtes Missionswerk mit Arbeitsfeldern in mehreren Ländern in Afrika, Asien, Europa und Südamerika. Die ersten Missionare gingen nach Indien und Argentinien.
Die Evangelistin Dorothea Klem begann die Arbeit des Solbrått Aldershjem (Solbratt Altersheim) in Børselv in Finnmark.
Seit 2019 besteht eine probeweise Zusammenarbeit mit der Pfingstbewegung in Norwegen.

## Glaubensgrundsätze
Die Mitglieder der Frie Evangeliske Forsamlinger glauben an Geistestaufe, Zungenrede und Heilung durch Gebet. Sie praktizieren Taufe und Eucharistie (Nattverd; offen für nicht-Mitglieder).
Die Bewegung steht der Pfingstbewegung nahe, hatte sich aber immer abgesondert, weil sie bewusst gegen Mitgliedsregister waren. Daher wird die Bewegung in Norwegen auch nicht als eigene Religionsgemeinschaft geführt. Die Kirche hat dementsprechend kein Heiratsrecht. Hochzeiten werden bei den staatlichen Standesämtern geschlossen und durch einen Segensakt in der Kirche bestätigt.